# Oelhag
Die Allgemeine Ölhandelsgesellschaft (kurz Oelhag, auchː Ölhag) war ein deutsches Mineralölunternehmen der 1920er und 1930er Jahre mit eigener Tankstellenkette.

## Geschichte

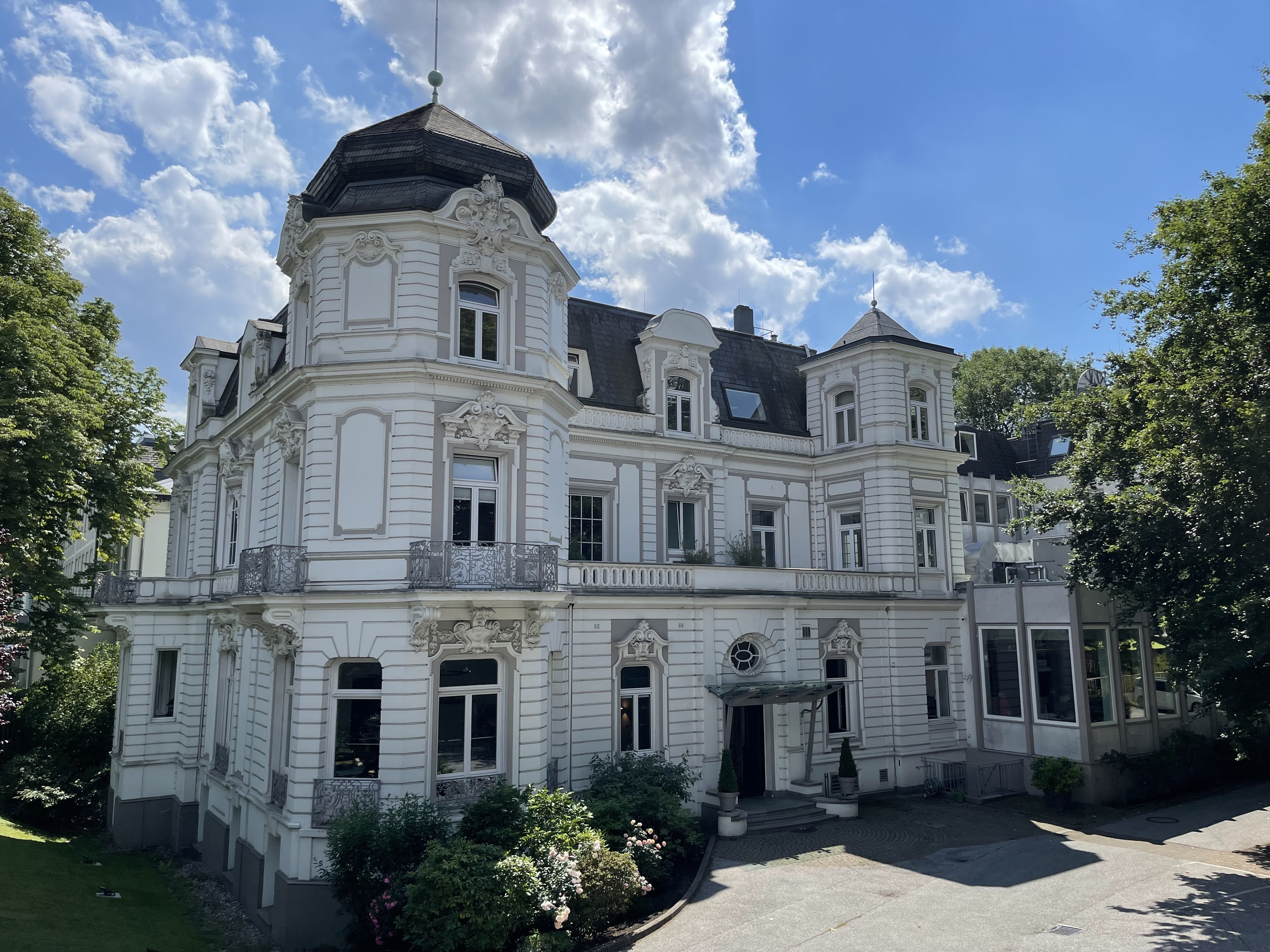
Das heutige dpa-Gebäude in Hamburg, der ehemalige Verwaltungssitz der Oelhag (2022)

1921 legten die Maschinenfabrik Augsburg-Nürnberg (MAN) und der Haniel-Konzern zu gleichen Anteilen ihre Ölinteressen zusammen. Der Hauptsitz der Gesellschaft wurde Hamburg, der Verwaltungssitz befand sich ab 1923 bis 1945 im Stadtteil Harvestehude am Mittelweg 38, dem sogenannten Palais Dollmann und heutigen Stammsitz der Deutschen Presse-Agentur (dpa). 
Neben einer Großtankanlage in Hamburg wurden in ganz Deutschland Benzindepots sowie Zapfstellen errichtet.
Zur Ölversorgung wurde die Atlantic Refining Corp. (später Atlantic Richfield Company, ARCO) aus Philadelphia, eine der Folgegesellschaften des zerschlagenen Standard Oil Trusts, gewonnen. Diese übernahm in den 1920er Jahren von den bisherigen Alleinanteilseignern 50 % der Anteile.
Während der Weltwirtschaftskrise gingen die Anteile von MAN und Haniel vollständig an die Deutsch-Amerikanische Petroleum Gesellschaft (DAPG) und Rhenania-Ossag. Auch Atlantic gab so viele Anteile ab, dass die drei Unternehmen zu jeweils einem Drittel Anteilseigner wurden.
Neben den bisherigen selbstentwickelten Ottokraftstoffen Rekordin (Benzin), Rekordal (Benzin-Benzol-Gemisch) und Leichtbenzin wurden auch Treibstoffe der neuen Anteilseigner in sogenannten Gemeinschaftstankstellen vertrieben.
1935 war die Oelhag in Deutschland die sechstgrößte Tankstellenkette mit 953 Zapfsäulen (1,7 %) und einer Absatzquote von 4,2 %.
1938 übernahmen die DAPG und Rhenania-Ossag mit Hilfe ihrer nicht aus Deutschland ausführbaren Devisenreserven die Oelhag je zur Hälfte komplett.